# Inex
El Periodo Inex es un ciclo de eclipses de aproximadamente 29 años. El ciclo lo describió primero Andrew Crommelin en 1901, pero recibió su nombre de George van den Bergh, que lo estudió medio siglo después. 
Un Inex tiene 358 lunaciones (mes sinódico) y su duración coincide con 388,5 meses draconíticos (D) o 30,5 año de eclipse. Esto significa que si hay un eclipse solar (o un eclipse lunar), entonces después de un inex una Luna Nueva (o una Luna Llena) tendrá lugar en el nodo lunar opuesto de la órbita de la Luna, y bajo estas circunstancias otro eclipse puede ocurrir. 
Un Inex tiene una duración cercana a un número entero de días, 10.571,95 faltando sólo 70 minutos para completar el día. Por esta razón los eclipses solares tienden a tener lugar a sobre la misma longitud geográfica en los inex sucesivos, aunque en latitudes geográficas opuestas porque los eclipses ocurren en nodos opuestos. Esto entra en contraste con el conocido ciclo saros que tiene una duración de aproximadamente 6.585,32 días, de modo que los eclipses solares sucesivos tienden a ocurrir en longitud separadas 120° (aunque al ser en el mismo nodo si coincide la latitud geográfica). 
Al contrario del Saros, el Inex no está cerca de un número entero de meses anomalísticos (A) así que los eclipses sucesivos no son muy similares en su apariencia y características. De hecho, a diferencia del Saros, una serie Inex puede fallar al principio y fin de una serie, y los eclipses pueden no ocurrir. Sin embargo una vez establecida, la serie inex es muy estable y funciona durante mucho tiempo. 
Cuando un eclipse aparece en un periodo Saros, entonces un Inex antes hay un eclipse ya establecido de la serie Saros anterior. Los eclipses salientes de una serie saros y los nacientes están relacionados mediante el periodo Inex de 29 años con eclipses ya establecidos de un Inex posterior o anterior respectivamente. Naturalmente que siendo eclipses que transcurren con diferencia de un Inex conservan dicho número.

## Ejemplos
El 1 de julio de 2011 hubo un débil eclipse de Sol en el hemisferio sur que fue el primero de la serie Saros 156, un inex antes el 20 de julio de 1982 hubo un eclipse parcial de magnitud 0,465 de la serie Saros 155 que anunciaba el nacimiento del nuevo eclipse. Ambos eclipses tienen un Inex 21.
El eclipse solar del 22 de julio de 1971 fue el último que desapareció de una serie Saros, exactamente de la serie S=116 y un Inex después el eclipse de Sol del 1 de julio de 2000, caracterizado por ser de la serie Saros 117 y con magnitud 0,477 nos recuerda la muerte del eclipse de 1971. Ambos eclipses tienen un Inex 83.
El próximo eclipse en desaparecer de una serie Saros lo será la serie S=117 y ocurrirá el 3 de agosto de 2054. El nacimiento y muerte de eclipses en los periodos Saros no está compensado y el periodo Saros cambia el número de eclipses, actualmente los Saros son pobres y aún irán a peor, pero luego se recuperaran para estar en su media y luego superarla, todo ello con un ciclo de unos 600 años.

## Intervalo entre dos eclipses
La importancia del ciclo del inex no está en la predicción, sino en que cualquier ciclo de eclipses, y de hecho el intervalo entre dos eclipses cualquiera, se puede expresar como una combinación de Saros e Inex. G. van den Bergh demostró que el intervalo de tiempo T en días entre dos eclipses solares o lunares puede hallarse con una fórmula sencilla: 
{\displaystyle T=a\cdot I+b\cdot S\,}
donde {\displaystyle I\,} es el periodo Inex de 10 571,95 días y {\displaystyle S\,} es el periodo Saros de 6585,32 días y {\displaystyle a,b\,} son dos números enteros.